# 屈穎妍

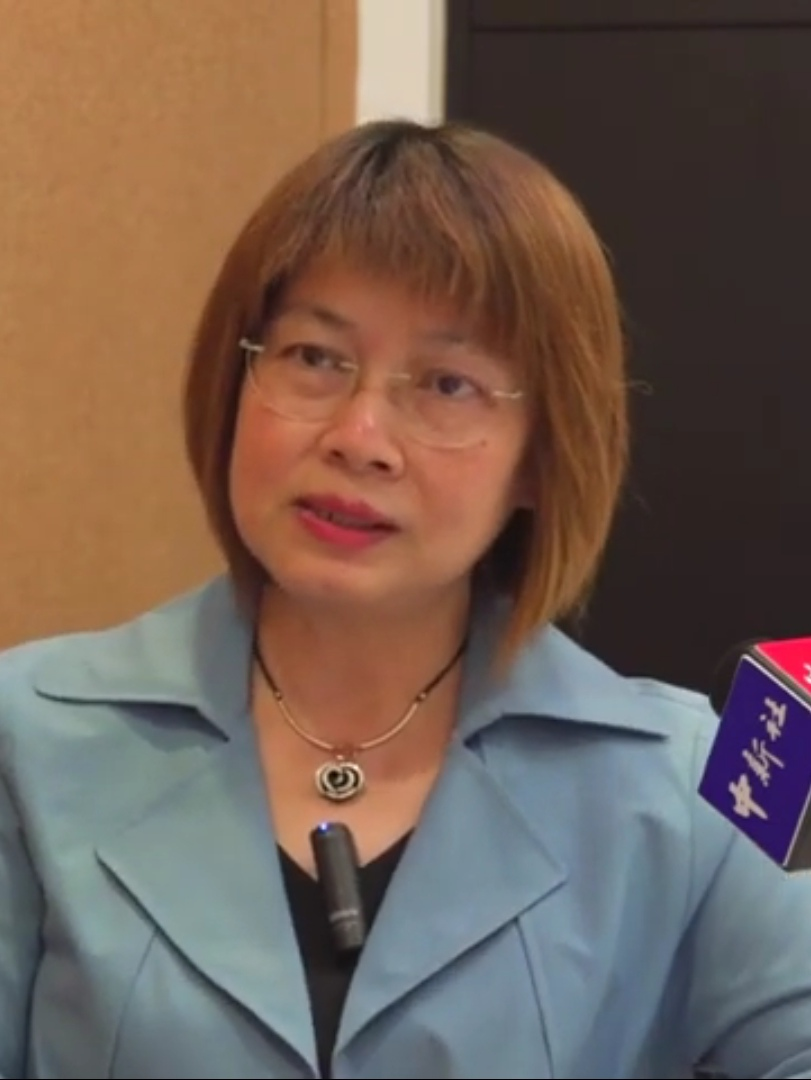
2021年的屈颖妍

屈穎妍（英語：Chris Wat Wing Yin），香港建制派傳媒人，建制派媒體專欄作家，曾任《壹週刊》副总编辑和任職於《明報》，香港電台第一台親子節目《我們不是怪獸》前節目主持（2012年1月8日–2024年5月26日）。她還在《明報》、《星島日報》、《頭條日報》、《晴報》、港人講地、《大公報》及點新聞發表專欄職業評論文章，丈夫為香港已故傳媒人林超榮。

## 生平
屈穎妍祖籍廣東省廣州市番禺區，中小學時期於香島中學及附屬小學就讀，大學於香港中文大學主修中國語文及文學，隸屬崇基學院，於1989年畢業，獲頒文學士（丙等榮譽）學位。畢業後任職《壹週刊》副总编辑，任職壹週刊期間，曾因中國青少年發展基金報道而被控誹謗，罪成。亦曾任電視台職員、電影工作者、編劇、專欄作家、前中學教師、新聞記者、雜誌編輯、顧問和香港浸會大學新聞系講師等。
屈穎妍已婚，丈夫為香港傳媒人林超榮（別名超人）。現育有三名女兒（姓名未公開）。2022年，屈穎妍的父親（姓名未公開）因2019冠状病毒病病逝。2023年12月，丈夫林超榮因血癌病逝。

## 爭議或相關事件

### 触犯国安法
1995年8月18日，屈穎妍等人以旅遊為名在福建沿海地區非法蒐集中國大陸軍事機密，於8月20日被當地群眾發現並舉報。福建省國家安全廳對他們進行了審查，查明屈穎妍等人的行為觸犯了《中華人民共和國國家安全法》、《中華人民共和國軍事設施保護法》，嚴重危害國家安全，並於8月25日根據《中華人民共和國國家安全法》第三十條規定，依法將該人等被公安拘捕後驅逐出境。

### 美化六七暴徒
2012年中，屈穎妍在六七暴動45週年之時，曾經採訪一些被拘捕者（例如左校中業中學教師「阿耶」），當中包括多名少年犯（例如當年16歲的摩分小書記，現香港島各界聯合會永遠會長曾向群等），並且出版了著作《火樹飛花》，被指美化受中國共產黨煽動的暴徒，屈解釋出書的原因只為「記錄歷史」。

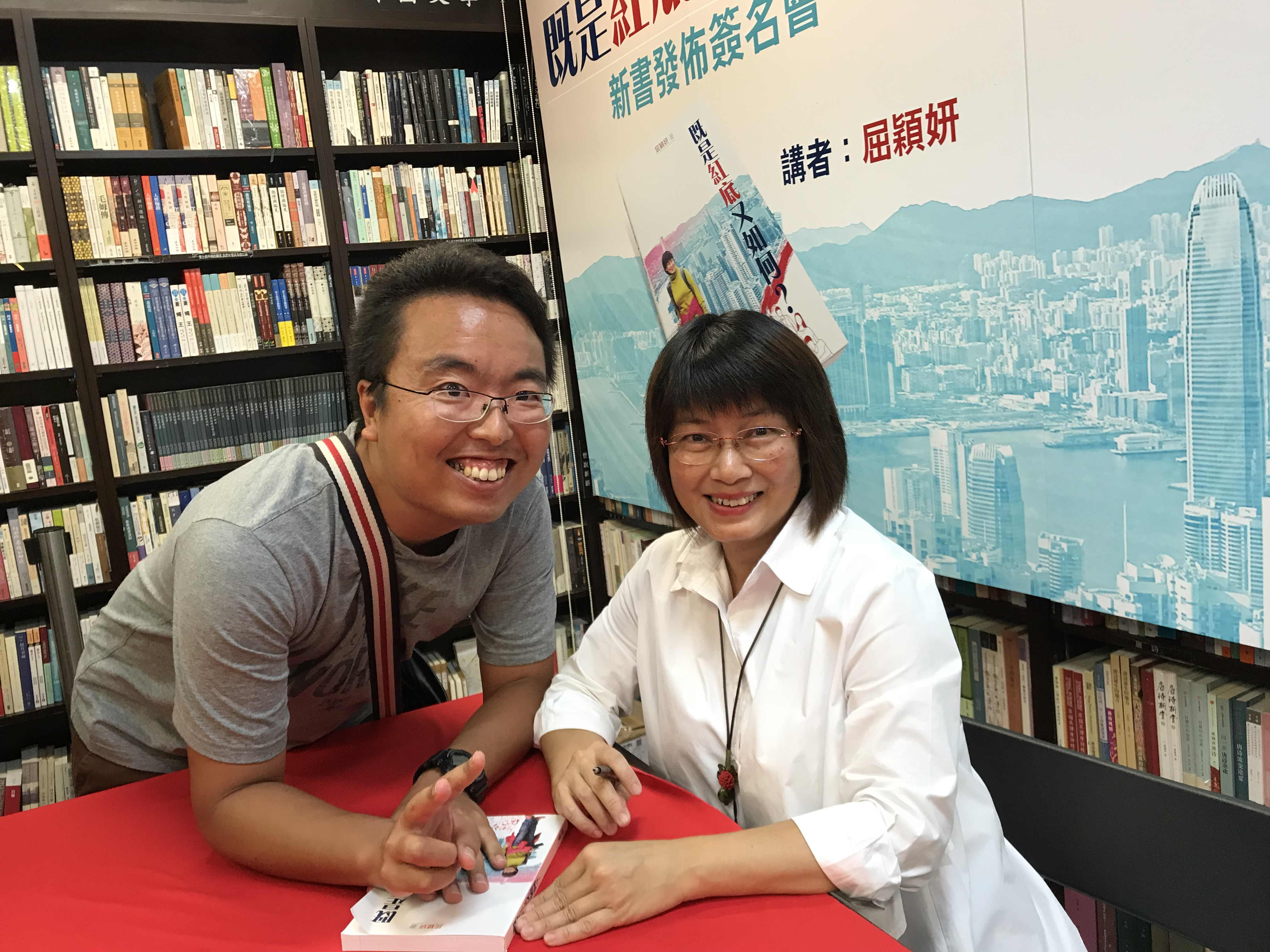
屈穎妍與中西良太 於 HKG報新書發表會

### 林慧思風波
2013年12月，梁振英遭丟擲路姆西事件發生後，屈穎妍在《明報》副刊發表文章《如果，孩子要一隻路姆西》，認為把講粗口美化、合理化會對兒童教育造成不良影響。其後美國加州州立大學教授王偉雄亦撰文《「講粗口有甚麼不好？」──屈穎妍錯過了的教育子女機會》，表達不同看法。
林慧思事件發生後，屈穎妍於2014年1月27日在《明報》副刊發表文章《筍工》（粵語：好工作），聲稱參與反政府活動者頂著民主招牌即可在職場受到保障，並指林慧思放了幾個月病假白支薪水即為一例。
對此，林慧思撰文《咬着不放》回應，表示參與反政府活動者在職場上並無保障，反而是個靶子；至於她本人的病假則係由醫生診斷為抑鬱症後所需的療程。此外，亦有多人針對屈穎妍的此番言論發表不同意見，包括俞萃風《伍珮瑩的筍工》、阿離《〈筍工〉—-敬覆屈穎妍女士》”、陳雅明《筍工》及庫斯克《致屈穎妍：你憑什麼說風涼話？》。

### 支持警方的言論
2014年7月2日，屈穎妍再在《明報》发表文章《如果有天，警察消失了……》，認為「反對派成功將警隊形象毁滅」。
2014年10月16日，屈穎妍於報章撰文，指警員涉毆打公民黨曾健超一事，未被內部調查，已被世人網絡公審，又指警員情緒壓抑，爆發是遲早的事。屈穎妍在《頭條日報》專欄表示，泛民議員對毆打事件「如獲至寶」，開記者會、把曾健超被打照片及涉事警員資料放在網絡瘋傳，警員未被內部調查，已被世人網絡公審。她批評泛民議員質疑警員濫用私刑，自己卻先下手為強，以網絡作私刑，「以更不人道的公審方式把那幾名警察置諸死地」。文章又為警察抱不平，指前線警員情緒已走到極限，工作勞累時還不停「忍辱捱罵」， 一時要清場，一時要守護示威者，「他們都是血肉之軀，身體擋得住襲擊，精神上未必頂得住咒罵及身心疲憊。」屈穎妍表示，相信「警察總有儆惡懲奸之心，沒有人的當差志願會是對付老百姓」，但目前環境卻要「淪落到保護犯法者」，認為警員要面對長期的情緒壓抑，爆發是遲早的事。她更指，打人片段是真是假，都不覺驚訝，「甚至奇怪這種事怎麼待至今日才發生」。
2015年3月19日，屈穎妍於《頭條日報》發表一篇《校園裏的阿爾蓋達》，指學生組織「科大行動」於校內職業博覽佔領警察招募組攤位示威的舉動是「潑糞式政治行為」，並批評科大沒有處分示威學生，指示威學生「蒙起臉做阿爾蓋達就可以橫行，將來真的會變成阿爾蓋達了」。
2015年5月，香港警方錯誤拘捕和起訴1名有不在場證據的智障自閉男誤殺罪；屈穎妍撰文為警方「護航」，稱警方在找到新的證據後，已立即撤銷該男子的控罪；而事主「受苦72小時」，已慶幸不如美國坐幾十年冤獄才能獲釋。屈文更指，一些政客為了政治利益而努力抹黑警察，但大眾市民關心的是探員究竟有沒有努力找兇手，為死者雪冤。外間就此事太多批評、指指點點，只會令警察不敢查案，擔心香港會成為「兇手逍遙、殺手滿街」之地。一批原先在旺角「鳩嗚」的市民趁屈到港台主持節目時，在門外示威，批評對方言論涼薄，教壞家長和小孩，要求對方立刻道歉。事主家屬早前質疑警方錄口供手法如同「屈」事主認罪，亦漠視家屬要求，不安排當時被拘留的事主服藥。反政府組織「鳩嗚」晚上在香港電台門外舉起黃傘和標語，批評屈穎妍在專欄盲撐警方是「文妓」和文化敗類，滿口歪理、荼毒香港，擔心其言論會教壞家長和小孩。事主家屬早前質疑警方錄口供手法如同「屈」事主認罪，亦漠視家屬要求。事件之後，屈在明報暫停專欄，「連續幾天，一次又一次點名撩事；看得出，大家已經道不同」。她稱2012年《明報》前總編輯劉進圖曾邀請她加入，稱要做一份搶《蘋果日報》客源的年輕報紙。不過，網媒立場新聞引述劉進圖回應稱，當時只是邀請屈穎妍到副刊幫手，並非做新聞，稱當時只提及希望令報章年輕化，搶《蘋果》客源只是屈穎妍自行想像。
其後，屈穎妍撰文惹起反對派不滿。2015年5月中，人民力量的快必（譚得志），於網上公布了屈穎妍家的地址，並且號召支持者到她家鬧事，稱要對其三個女兒“送上祝福”。數日後，快必又在社交媒體上自稱，已到屈家住處留下“支持信” 。同一時期，香港本土派政治組織調理農務蘭花系主席馬健賢，在社交網站留言要把專欄作家林超榮屈穎妍「一家五口滅門」。為此，屈穎及其夫林超榮前後停寫於這事件中推波助瀾的《明報》專欄以作抗議。
5月中，屈穎妍從文章中透露，表示與《明報》因立場有別而出現問題，屈明言就此停止在《明報》上發表文章。

### 晴報專欄暫停
2016年8月26日發表題為《「法律罅」講座》的文章後，專欄再沒有更新，現於《晴報》網站已不能搜索屈氏的舊文章。《晴報》未有對此作出通告，同系經濟通網站在2016年9月5日於該篇文章的「我要回應（页面存档备份，存于）」部份作出以下通告：
由於晴報《心筆在妍》欄目已暫停，本欄將會安排移至過往專欄，多謝大家支持！

### 被批故意打擊林鄭月娥和偽愛國
自從林鄭月娥接任梁振英出任特首後，屈穎妍便多次發文抨擊林鄭月娥辦事不力，但有中國網民在2021年9月在微博發文稱屈穎妍只是壹傳媒創辦人黎智英留在愛國愛黨陣營的棋子，而前特首梁振英則利用其作為走卒來打擊現任特首林鄭月娥，並舉例稱屈穎妍早於1995年便觸犯《國家安全法》及《軍事設施保護法》，又造謠打擊希望工程，沒有資格進入愛國者陣營。

### 指控聖士提反拒警入校
2023年2月，屈穎妍在網媒《港人講地》撰文聲稱，港島半山區名校聖士提反女子中學於同年2月14日有學生企圖在校內跳樓，該校校長曾拒絕接報到場的軍裝警員入校調查，質疑校長有政治目的。
其後，聖士提反女子中學校董會發聲明指有關指控不實，翻查事發當日閉路電視證實，警員先後到達學校的金禧樓，由職工帶領到事發地點，並由校長提供資料，協助處理，並無發現校長涉及文中所述拒警入校的事情。該校校監管浩鳴法政牧師亦以書面回應事件稱，經調查後，並無發現校長涉及文中所述拒警入校的事情。校董會對於不實的評述及指責深感忿慨，亦保留法律權利追究責任。
屈其後再在專欄撰文反駁，指校方的聲明無回應校長是否曾經拒絕軍裝警察進校園，又強調軍裝女警的確曾披著一件不是警察制服的外套。她又指責校方不承認錯誤，以語言偽術去掩飾錯失。

## 著作
- 《超人師奶與三囡囡》
- 《怪獸家長》
- 《怪獸家長2之孩子復仇記》
- 《怪獸家長3之零感世代》
- 《石破天驚--傑出華人指揮家石信之》
- 《一家爽一爽》
- 《親親小熊貓》
- 《火樹飛花》
- 《既是紅底又如何？》
- 《一場集體催眠》
- 《支離破碎的世界》

## 電視節目（TVB）
- 2023年：《有理說得清》

## 外部連結
- 我們支持屈穎妍小姐繼續為香港人發聲的Facebook專頁
- 屈穎妍的Facebook專頁
- 專欄作家 | 人生馬拉松 - 屈穎妍 | 頭條日報 (stheadline.com) （页面存档备份，存于）
- 屈穎妍 - 博客館 - 港人講地 (speakout.hk) （页面存档备份，存于）
- 屈穎妍 | 思考香港 (thinkhk.com) （页面存档备份，存于）
- 名家博客 - 屈穎妍 - 亞洲週刊 （页面存档备份，存于）
- 屈穎妍講你知 - 點新聞 (dotdotnews.com) （页面存档备份，存于）